# 프리드리히 4세 폰 외스터라이히 공작
프리드리히 4세(Frederick IV, 1382년 ~ 1439년 6월 24일)는 합스부르크가의 일원으로 1402년부터 죽을 때까지 오스트리아 공작이었다. 빈털터리공(Friedrich mit der leeren Tasche)라고도 알려져 있다. 합스부르크 레오폴트 가문의 후손으로서 그는 1406년부터 외오스트리아와 티롤 백국령을 다스렸다.

## 생애
프리드리히는 공작 레오폴트 3세(1351-1386)와 밀라노의 군주인 베르나보 비스콘티의 딸인 아내 비리디스 비스콘티(d. 1414)의 막내아들이었다. 1379년 노이베르크 조약에 따르면 그의 아버지는 합스부르크의 내오스트리아(Innerösterreich) 영토인 슈티리아, 카린티아, 카르니올라와 티롤과 슈바벤에 있는 가문의 원래 외오스트리아(Vorderösterreich) 영토를 다스렸다. 1386년 젬파흐 전투에서 레오폴트 3세 공작이 일찍 사망한 후 프리드리히와 그의 형인 빌헬름, 레오폴트 4세, 에른스트는 처음에 삼촌인 오스트리아의 공작 알베르트 3세의 지도하에 남아 있었다.
1395년 알베르트 공작의 죽음으로 상속 문제가 발생하자 젊은 레오폴트 공작은 자신의 권리를 주장했다. 이듬해 빌헬름은 계속해서 오스트리아 내륙 땅을 통치했으며, 레오폴트 4세는 티롤 백작으로 즉위했다. 1402년에 프리드리히가 성인이 되었을 때, 그는 슈바벤의 흩어진 합스부르크 영토(집합적으로 외오스트리아(Vorderösterreich)라고 함)에서 아버지의 유산을 관리하도록 공식 지정되었으며, 프라이부르크 임 브리스가우에 거주했다. 1406년 빌헬름이 사망하자 레오폴트 영토의 또 다른 분할이 이루어졌다. 당시 가장 나이 많았던 후계자였던 레오폴트 4세 공작은 티롤을 프리드리히에게 양도했지만, 그는 1411년 레오폴트가 죽을 때까지 외오스트리아의 단독 통치자가 되지 못했다.
프리드리히의 통치 초기에는 내외부 갈등이 두드러졌다. 그는 1406년~ 1407년에 티롤 귀족(그에게 ‘빈털터리’ 칭호를 주었던)의 반대와 트렌트 주교관에서의 반란을 극복해야 했다. 그는 또한 1401년에 장크트갈렌의 수도원장후와의 갈등이 확대되어 아펜첼 전쟁을 촉발시킨 슈바비아 아펜첼 지역의 독립운동을 처리해야 했다. 프리드리히는 1410년 화약이 체결될 때까지 일련의 오랜 군사 분쟁을 치뤄야 했다. 그러나 아펜첼 지역은 1411년에 구스위스 연방의 보호령이 되었다. 티롤로 돌아온 그는 공작의 침략군에 맞서야 했다. 티롤로 돌아온 그는 바이에른 공작 스테파노 3세의 침략군에 맞서야 했고, 인 계곡 하부에서 이들을 격파했다.
1411년 레오폴트 4세 공작이 죽자, 살아남은 남동생 프리드리히와 에른스트는 다시 레오폴트의 소유지를 분할했다. 외오스트리아와 함께 프리드리히은 알자스 지역의 합스부르크 영토와 부르가우 후작의 확실한 통치자가 되었다. 1417년에 그는 또한 멸족된 합스부르크-라우펜부르크 방계에서 이전 키부르크 영지를 상속받았다. 베니스 공화국과의 여러 국경 분쟁으로 인해 라가리나 계곡에서 로베레토가 상실되었다.
서방 분열의 조건에 따라 프리드리히 공작은 1415년 3월 콘스탄츠 공의회에서 탈출하는 동안 요한 23세의 편을 들었다. 지역 주민들의 지원 덕분에 티롤을 유지할 수 있었지만, 합스부르크 왕가의 옛 고향인 서부 아르가우, 프라이엠트, 바덴 백국령 영지를 스위스에 잃었다.
1420년에 프레데릭은 그의 티롤 궁정을 메란에서 인스부르크로 옮겼다. 지역 귀족들에 의한 몇 차례의 반란이 일어난 이후 티롤에 대한 그의 통치는 안정되었다. 부분적으로는 은 채굴이 성공적으로 시작되어, 지역이 번영했기 때문이기도 했다. 1424년 6월 10일 그의 형제 에르네스트가 사망한 후, 프리드리히 공작은 그의 조카 프리드리히 5세 (이후 황제 프리드리히 3세)와 알베르 6세를 위해 내오스트리아의 섭정을 이어받았다. 그러나 말년에 그는 트렌트의 왕자-주교 알렉산더가 선동한 티롤 통치에 대한 또 다른 반란에 다시 대처해야 했다.
프리드리히는 ‘부자’라는 별명에도 불구하고, 인스브루크의 궁정에서 사망했다. 그의 아들이자 상속인인 지기스문트는 동전 부자(der Münzreiche)라고 불렸다. 프리드리히는 티롤의 슈탐스(Stams)에 있는 시토회 수도원에 묻혔다.

## 결혼과 자손
1407년 12월 24일, 프리드리히는 인스부르크에서 독일 왕 루퍼트의 딸인 팔츠의 엘리자베스(1381~1408)와 결혼했다. 그들에게는 엘리자베스라는 딸이 하나 있었지만, 1408년 12월 27일 출생 직후 어머니와 아이가 모두 사망했다.
1411년 6월 11일, 프레데릭은 브룬스바이크 볼펜뷔텔의 벨프 공작 프리드리히 1세의 딸 안나(1432년생)와 결혼했다. 그들은 4명의 자녀를 두었다:
- 마가렛 (1423 – 1424)
- 헤드윅 (1424 – 1427)
- 볼프강 (1426)
- 지기스문트 (1427~1496). - 지기스문트만이 성인이 될 때까지 살아남았다. 그는 티롤과 외오스트리아에서 아버지를 계승했다.